# Zingiber eborinum
Zingiber eborinum är en enhjärtbladig växtart som beskrevs av John Donald Mood och Ida Theilade. Zingiber eborinum ingår i släktet Zingiber och familjen Zingiberaceae. Inga underarter finns listade i Catalogue of Life.